# 道の駅赤神
道の駅赤神（みちのえき あかかみ）は、石川県輪島市門前町赤神にある国道249号の道の駅である。
2003年5月に鳳珠郡門前町によって設置された。

## 施設
SSTR期間中は「SSTRカフェ」に名称が変更され、期間限定でSSTR提唱者の風間深志が北極点到達時に使用したグッズが展示される。
- 駐車場 - 下記の駐車スペースとは別にオートバイツーリングのライダー向け駐車スペースが設置されている[6]。
  - 普通車：31台
  - 大型車：6台
  - 身障者用：2台
- トイレ（いずれも24時間利用可能）
  - 男：大 2器、小 5器
  - 女：3器
  - 身障者用：2器
- 物産販売施設（9:00 - 17:00、冬季は時間変更の場合あり）[4]
- レストラン（9:00 - 17:00、同上）[6]

### 管理
輪島市の指定管理者制度導入当初は社会福祉法人門前町福祉会が指定管理者となって運営していたが、同会は現在管理者から外れている。

## 休館日
- 毎週火曜日[4]
- 年末年始[4]

## アクセス
- 国道249号 - 登録路線